# Goccia (araldica)
Goccia è un termine utilizzato in araldica per indicare il triangoletto che sta sotto al lambello; quella d'acqua ha forma di piccolo cuore rovesciato, colla punta diritta.
Questo termine, in realtà, è scarsamente utilizzato dall'araldica italiana che preferisce pendenti o denti per individuare gli elementi che pendono dalla trangla scorciata che costituisce l'origine del lambello.

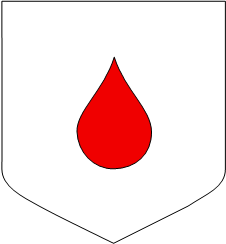
Goccia di rosso
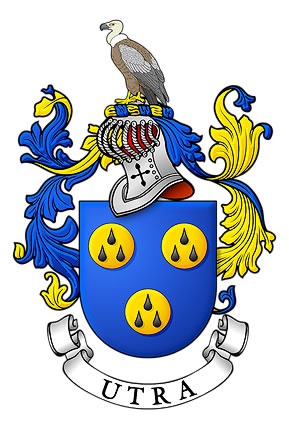
D'azzurro, a tre bisanti, ciascuno caricato da tre gocce male ordinate di nero (famiglia Utra, Portogallo)